# František Vorlíček (duchovní)
František Vorlíček (9. února 1913, Vacenovice – 22. ledna 1999, Řím) byl český duchovní a apoštolský protonotář.

## Biografie

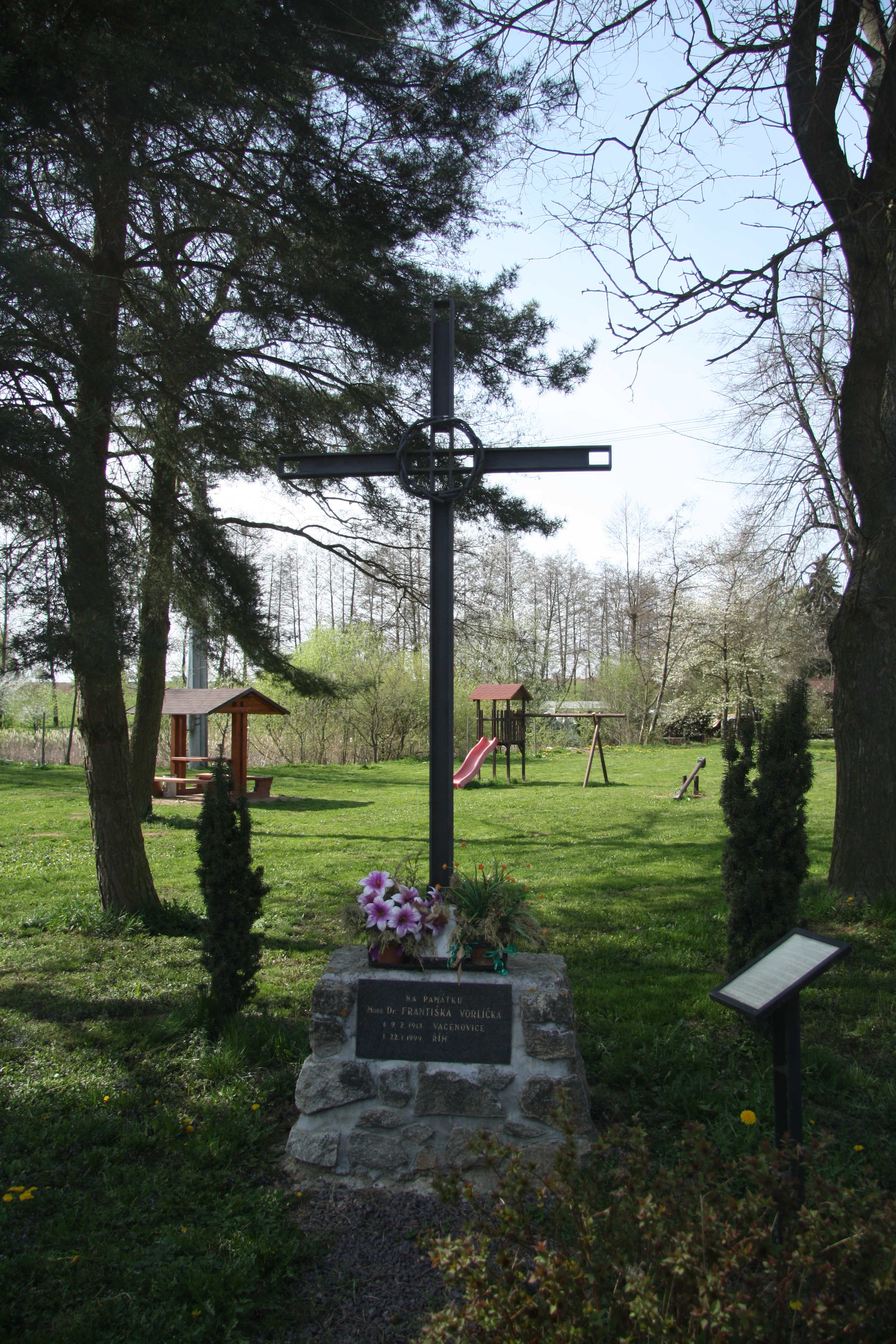
Kříž na památku Františka Vorlíčka v rodných Vacenovicích

František Vorlíček se narodil v roce 1913 ve Vacenovicích u Jaroměřic nad Rokytnou, v letech 1919 a 1924 navštěvoval obecnou školu v Horním Újezdě a mezi lety 1924 a 1933 vystudoval gymnázium v Moravských Budějovicích a mezi lety 1933 a 1938 vystudoval teologii v Brně. V červenci roku 1938 byl vysvěcen na kněze a v témže roce nastoupil jako kooperátor do farnosti ve Velkém Meziříčí. Tam působil do roku 1946, kdy přešel na pozici děkana do Hevlína, kde pak po roce 1948 pomáhal odcházejícím z Československa při útěku za hranice, v roce 1949 byl pak donucen emigrovat a usadil se v Innsbrucku. V roce 1951 pak odešel do Říma, kde se usadil v papežské koleji Nepomucenum, kde získal doktorát z církevního práva. Následně nastoupil do služeb Vatikánu, od roku 1954 pracoval jako klerik v bazilice sv. Petra ve Vatikánu, tamtéž byl od roku 1981 beneficiátem a od roku 1984 působil tamtéž jako kanovník. Od roku 1985 pracoval v kongregaci pro nauku víry, kde ho pak Joseph Ratzinger jmenoval sekčním šéfem.
Ještě za svého života daroval svoji obsáhlou knihovnu s 20 tisíci svazky literatury brněnskému biskupství. Jeho bratr Josef byl odsouzen v Případu Babice na 22 let odnětí svobody.